# 右岸烏克蘭

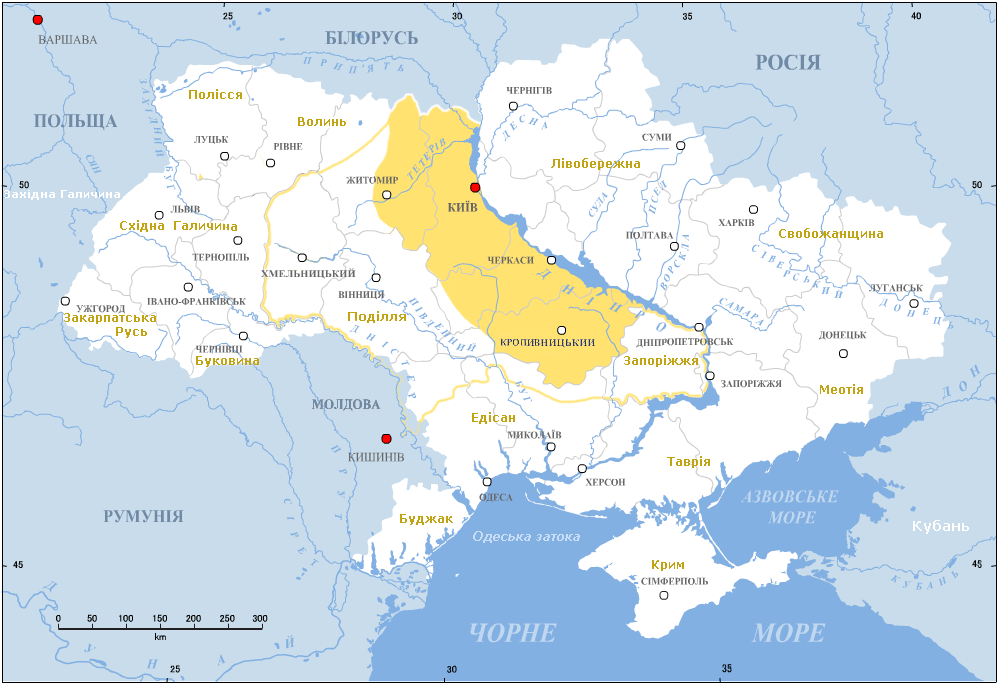
黃色圖塊為右岸烏克蘭

右岸烏克蘭 （烏克蘭語：Правобережна Україна）是指第聶伯河以西的烏克蘭地區。根據1667年訂立的《安德魯索沃停戰協定》，基輔以外的右岸烏克蘭歸波蘭立陶宛聯邦所有。1672至1699年期間先後被鄂圖曼土耳其佔領。1793年因瓜分波蘭歸於俄羅斯帝國。
1839年被分為基輔省、波多利亞省和沃利尼亞省。